# Lakhyabad
Lakhyabad är en ort i Indien.   Den ligger i distriktet Puruliya och delstaten Västbengalen, i den östra delen av landet, 1 100 km sydost om huvudstaden New Delhi. Lakhyabad ligger 142 meter över havet och antalet invånare är 33 162.
Terrängen runt Lakhyabad är platt, och sluttar österut. Runt Lakhyabad är det tätbefolkat, med 442 invånare per kvadratkilometer. Närmaste större samhälle är Kulti, 19,4 km öster om Lakhyabad. Trakten runt Lakhyabad består till största delen av jordbruksmark.